# 심종식
심종식(沈宗植, 1940년 10월 10일 ~ 2017년 10월 15일)은 대한민국의 바둑 기사이다.

## 약력
1965년 9월에 제22회 입단대회를 통해 입단했다. 1995년 1월에 6단으로 승단하였다. 1968년 제1기 명인전 본선 그리고 1974년과 1975년 최고위전 본선에 올랐으며, 1982년 제1기 제왕전 본선에 진출했다. 2015년 12월, 프로 바둑에서 은퇴했다. 2017년 10월 15일 지병으로 사망했다. 저서로 《맥의 백과》, 《독습 바둑 첫걸음》가 있다.